# Vulcanomya
Vulcanomya is een monotypisch geslacht van tweekleppigen uit de  familie van de Cuspidariidae.

## Soorten
- Vulcanomya smithii Dall, 1886